# ヨハネス・ツェレペス・コムネノス
ヨハネス・コムネノス（ギリシャ語: Ἰωάννης Κομνηνός, ラテン文字転写: Iōannēs Komnēnos、1112年ごろ-1139年以降）は、東ローマ帝国の皇族。セバストクラトルのイサキオス・コムネノスの子であり、東ローマ皇帝アレクシオス1世コムネノスの孫にあたる。後にツェレペス (Τζελέπης) と名乗ったとされる。亡命した父に従い、幼少期を小アジアやレバントを放浪して過ごし、一時はキリキア・アルメニアの侯レヴォン1世の娘と結婚していた。1138年に父イサキオスと叔父の皇帝ヨハネス2世コムネノスが和解すると、父とともに東ローマ宮廷に帰参した。しかし翌年のネオカイサレイア包囲戦中に、敵方でかつての亡命先だったダニシュメンド朝のもとへ脱走した。その後ルーム・セルジューク朝の宮廷へ移り、スルタンのマスウード1世の娘と結婚した。後に、このヨハネスとセルジューク皇女の子孫がオスマン家であるという伝説が生まれたが、史実ではなく創作であると見なされている。

## 生涯

### 出生
ヨハネスは1112年ごろ、セバストクラトルのイサキオス・コムネノスとエイレーネーの間の子として生まれた。イサキオスは東ローマ皇帝アレクシオス1世コムネノス（在位: 1081年–1118年）の子である。母エイレーネーについてはほとんどわかっていないが、おそらくロシア人の家系の出である。

### 亡命と放浪

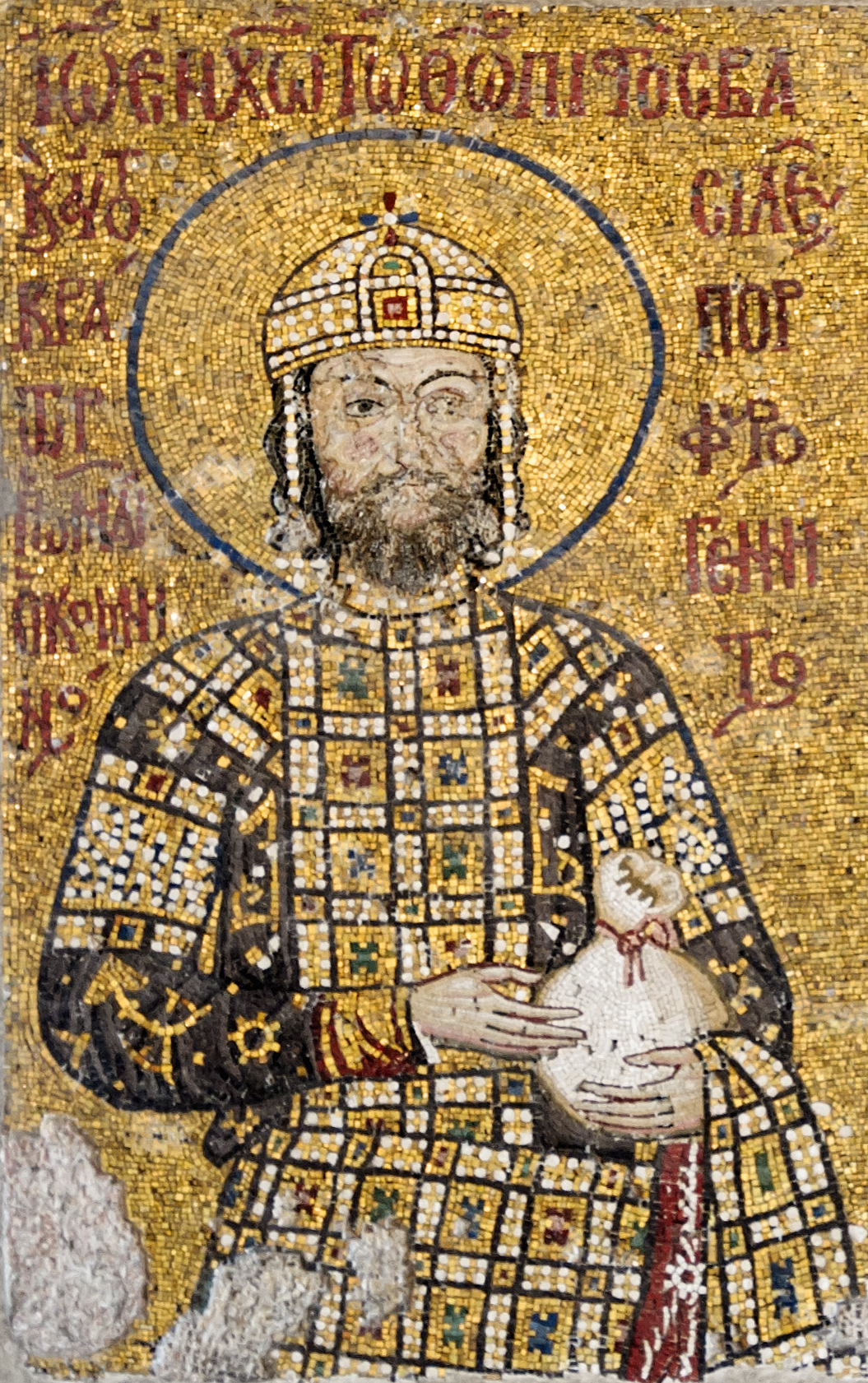
叔父の皇帝ヨハネス2世コムネノス (アヤソフィアのモザイク画より)

父イサキオスとその兄ヨハネス2世コムネノス（在位: 1118年–1143年）の関係は、当初は良好だったが、次第に仲が悪化し、1130年には決裂状態となっていた。史料には仲たがいの理由が詳しく記録されておらず、ニケタス・コニアテスやヨハネス・キンナモスも、イサキオスが帝位を狙ったのだと簡潔に記すにとどめている。1130年、ヨハネス2世がルーム・セルジューク朝との戦争のためにコンスタンティノープルを留守にしているのを狙い、イサキオスらは帝位簒奪の陰謀をたくらんだ。しかしこの陰謀は露見し、イサキオスは2人の子を連れてコンスタンティノープルを脱出し、マラティヤにあるダニシュメンド朝のアミールであるギュミュシュテキン・ガーズィーの宮廷に身を寄せた。ヨハネス・コムネノスは、ヨハネス2世へ対抗する協力者を求めて放浪する父に付き従い、6年にわたり小アジアやレバントのほぼ全域を巡った。
まず親子はマラティヤからトレビゾンドへ移った。トレビゾンドの総督（ドゥクス）コンスタンティノス・ガブラスは、1126年以来コンスタンティノープルの東ローマ中枢から独立してカルディアを支配していた。続いて親子はキリキア・アルメニアへ身を寄せ、キリキア侯の歓待を受けた。ここでヨハネスはレヴォン1世の娘と結婚し、持参金としてモプスエスティアとアダナの街まで与えられた。しかし亡命親子はここでも長くはとどまらず、キリキアで与えられたものを放棄してルーム・セルジューク朝のマスウード1世（在位 1116年–1156年）のもとへ走った。
イサキオスは兄ヨハネス2世に対抗するために包囲網を築くという考えに固執していたが、この計画は実を結ばなかった。逆に、帝国におけるヨハネス2世の地位は確固たるものになっていくばかりであった。ヨハネス2世は1137年から1138年のシリア遠征でアンティオキア公国を従属させるなど成功を積み重ね、帝国内の貴族や官僚、民衆の間における地位を固めていった。その結果、帝国内で残っていたイサキオス支持者たちも次々と離れていった。そのため、イサキオス自身も帝位を諦め兄との和解を模索せざるを得なくなった。1138年春、イサキオスは息子ヨハネスを連れて、アンティオキア遠征から帰る途上のヨハネス2世のもとを訪ねた。ヨハネス2世は快く親子を許し、コンスタンティノープルへ連れ帰った。

### 再亡命
1139年、ヨハネス2世はギュミュシュテキンからその息子メリク・メフメト・ガーズィーに代替わりしていたダニシュメンド朝を攻めた。ヨハネスも皇帝の親征に帯同した。東ローマ帝国軍はメリク・メフメトがいるネオカイサレイアを包囲した。この陣中で、ヨハネス2世はある優れたラテン人騎士を賞しようとして、ヨハネスに彼が所有していた純潔のアラブ牡馬を譲るよう命じた。激高したヨハネスはこの命令を拒絶し、代わりにラテン人騎士に牡馬を賭けた決闘を挑もうとした。しかしヨハネス2世の渋面を見たヨハネスは、牡馬を諦めて騎士に差し出した。しかしすぐさま、ヨハネスは他の馬を奪って東ローマ軍陣営から逃走し、ダニシュメンド軍の陣営に駆け込んだ。以前の亡命時からの知己であったメリク・メフメトは、ヨハネスを歓迎した。ヨハネスは東ローマ軍が抱えていた弱み、特に補給・軍馬不足を進んでメリク・メフメトに漏らした。この情報をもとにメリク・メフメトはネオカイサレイアを守り抜き、ヨハネス2世は撤退せざるを得なくなった。
ヨハネスはルーム・セルジューク朝のマスウード1世のもとへ移った。そしてイスラームに改宗し、マスウード1世の娘（16世紀の歴史家偽スフランツェスによればカメロ〈Καμερώ〉という名であった）と結婚した。その後のヨハネスの動向は、イコニウムのルーム・セルジューク朝宮廷での事績にしても没年にしてもよく分かっていない。彼は広大な土地や莫大な富を与えられ、その教養や流暢なアラブ語でもってルーム・セルジューク朝のトルコ人たちから大いに尊敬されていた。彼の妻となった皇女は、後にヨハネスの従弟マヌエル1世コムネノス率いる東ローマ軍に抵抗して首都イコニウム防衛を率いた人物と同一である可能性がある。少なくともそれまでには、ヨハネスは死去していたようである。

## オスマン家の東ローマ皇統伝説
偽スフランツェスは、ヨハネスがツェレペス（トルコ語の名誉称号チェレビのギリシア語訳）と名乗ったいう伝説を紹介している。ただ偽スフランツェス自身はこの話の信憑性を疑っており、ツェレペスとヨハネスは赤の他人ではないかとしている。この後世の伝承によれば、ヨハネスとセルジューク朝の皇女の間にスレイマン・シャーという息子が生まれた。彼は極めて優れた指導者で、第4回十字軍の時期に活躍したのであるが、彼こそがエルトゥールルの父、オスマン1世の祖父、すなわちオスマン家の祖であるのだという。ただコンスタンティノス・ヴァルゾスが指摘しているように、この系譜は年代的に無理があり、近代以降の学者たちからは創作であると見なされている。
歴史家のコンスタンティノス・ムスタカスは、偽スフランツェスの記述の起源を遡っている。この研究によれば、フランチェスコ・サンソヴィーノの『トルコ人年代記』（Annali Turcheschi）、さらにはよく似た伝説を紹介しているテオドロス・スパンドゥネスにまで辿っていけるという。スパンドゥネスが記述している伝説はルーム・セルジューク朝のカイクバード1世（在位: 1220年–1237年）の子孫について論じたもので、年代の整合性は取れている。スパンドゥネス自身はこの物語を誤りと見なしている。ただし同時に彼は、同時に後にコンスタンティノープルを陥落させ東ローマ帝国を滅亡させたオスマン帝国のメフメト2世が、この伝説を知っていて広めたのだとしている。以上から、ムスタカスは伝説がメフメト2世の宮廷で生まれたものであろうと指摘している。ただし、メフメト2世自身は自身の正統性主張のために東ローマの皇統を使うことはほとんど無かったため、彼ではなく、元キリスト教徒の高位貴族たち（ボスニア・コサチャ家出身のヘルセクザデ・アフメト・パシャやパレオロゴス家出身のメスィフ・パシャなど）の間で、歴史上の類例をもとに生み出されたものである可能性があるという。